# شوك الضب
شوك الضب أو السحاية أو النقيع جنس نباتي شوكي من الفصيلة الأقنتية. واسع الانتشار في المناطق الصحراوية من الوطن العربي مثل الجزيرة العربية وسيناء. بسبب الأشواك الحادة يصعب السير في الأرض التي يكثر بها هذا النبات، ولذلك لا تعتبر المواقع التي ينتشر فيها أماكن مفضلة للنزهات البرية العائلية، ولا لرعي الماشية لأنه يؤذيها عندما تبرك وتحتها نبتة نقيع قصيرة لا تشاهدها، فتجرح ضروعها وأعضاؤها التناسلية وأسفل البطن.

## أنواع شوك الضب
- شوك الضب المأكول
- شوك الضب الأبقع
- شوك الضب الأصفر
- شوك الضب الأعزل
- شوك الضب البترائي
- شوك الضب البوروندي
- شوك الضب الترابي
- شوك الضب الترانسفالي
- شوك الضب التنزاني
- شوك الضب الجاوي
- شوك الضب الجبلي
- شوك الضب الجيري
- شوك الضب الحرشفي
- شوك الضب الحريري
- شوك الضب الدروموندي
- شوك الضب الرفيع
- شوك الضب السبينوزي
- شوك الضب الستولماني
- شوك الضب الشرافي
- شوك الضب الشواك
- شوك الضب الشوكي
- شوك الضب الصغير
- شوك الضب الصقيعي
- شوك الضب الصومالي
- شوك الضب الظفاري
- شوك الضب العصيفي
- شوك الضب العملاق
- شوك الضب الغير متساوي
- شوك الضب الفلفيتشي
- شوك الضب القنابي
- شوك الضب الكببي
- شوك الضب الكبير
- شوك الضب الكيني
- شوك الضب اللاذع
- شوك الضب المايري
- شوك الضب المتسلق
- شوك الضب المتشعب
- شوك الضب المتصالب
- شوك الضب المتقارب
- شوك الضب المتموج
- شوك الضب المتناقض
- شوك الضب المتوسع
- شوك الضب المذلعب
- شوك الضب المرجي
- شوك الضب المستدق
- شوك الضب المشعر
- شوك الضب المنتفخ
- شوك الضب المنشاري
- شوك الضب النتالي
- شوك الضب الهزيل
- شوك الضب الهلدبرندي
- شوك الضب أحادي الزهرة
- شوك الضب بهشي الأوراق
- شوك الضب ثلاثي الأقسام
- شوك الضب ثنائي الأسنان
- شوك الضب خشن السويق
- شوك الضب ذهبي الأوبار
- شوك الضب رأس الرجاء
- شوك الضب رأس الرجاء
- شوك الضب شبه أجرد
- شوك الضب طويل الأوراق
- شوك الضب متكامل الأوراق
- شوك الضب مميز الحواف
- شوك الضب ناعم الأوراق

### من أنواعهالواطنةفيالوطن العربي
- شوك الضب الرقيق (باللاتينية: Blepharis attenuata) في بلاد الشام
- شوك الضب المهدب (باللاتينية: Blepharis ciliaris) في بلاد الشام ومصر

## أسماء هذا النبات
ويعرف هذا النبات بأسماء محلية مختلفة في مناطق شبه الجزيرة العربية منها النقيع وعكرة الضب والناغي. وتعرف في أماكن أخرى باسم شوكة الديب والزعاف.
تعرف أيضا بالسحاة والسحايا والزغف .

## الوصف النباتي
النبات عبارة عن شجيرة خشبية معمرة متفرعة من التاج ويصل ارتفاعها إلى 30 سم. الأوراق خشنة تبدو ذات لون فضي رمادي تتساقط عند النضج وهي توجد في أربعة صفوف وتصل في طولها إلى 6 سم. النصل يميل للاستطالة ويمكن أن يكون رمحياً. حافة الورقة مسننة وتوجد على قمة الورقة شوكة. الأزهار بنفسجية مزرقة بلا رائحة لا تظهر في بداية نمو النبات ويبلغ طولها 1.5 - 2 سم، وتحيط بها حراشيف طولها 3-5 سم مغطاة بشعيرات وهي ذات حواف بها 3-5 أزواج من الأشواك، والأشواك منحنية للخلف (معقوفة) والقمة توجد بها شوكة طويلة، التويج يلتحم ليكون أنبوبة صغيرة والشفة العليا غائبة، أما السفلى فتكون مسطحة لتكون 3 تراكيب بيضوية مغطاة بالشعيرات، الثمرة بسيطة على شكل كبسولة طولها 7 مم تحتوي على بذور بيضوية منضغطة.
يزهر النبات ويثمر خلال الفترة من كانون الأول حتى آذار. والنبات يتحمل الجفاف وتسقط أوراقه في أشهر الصيف.
ملاحظات : يستخدم النبات أحيانا كنبات علفي للجِمال والماعز.

## الاستخدامات الطبية
يستخدم الكأس والكبسولة المحتوية على البذور كمطهر ومضاد للتلوث. الأوراق قابضة ومقوية جنسياً. الجذور مدرة للبول ولعلاج السعال. تستخدم البذور لشفاء الجروح بينما تعد الأزهار مفيدةً للمعدة.

### طريقة الاستخدام
يجفف الكأس أو البذور فقط ثم يحرق ويطحن ليصير في النهاية على صورة مسحوق، يؤخذ الرماد ويضاف إلى الجروح ليوقف النزيف وتستخدم البذور أيضا كمضاد للالتهابات. وتصنع العجينة من البذور الطازجة وتستخدم لمعالجة الجروح القطعية. تستخدم الجذور المجففة بعد شيها على النار ثم سحقها لعمل الكحل للعيون لتحسين الرؤية.

### المواد الفعالة
يحتوي النبات على قلويدات وفلافونيدات وستيرولات وتانينات.
ومما جاء في كتاب حُكّم علمياً بجامعة الملك سعود وصدر عنها، وقام بتأليفه أستاذان من أساتذتها المتخصصين في علم النبات بعنوان «النباتات البرية المنتشرة في منطقة الرياض» : أن أوراق النقيع تستعمل (طبياً) مقوية للجنس. ولم يوضح هذا الكتاب ما إذا كان هذا الاستعمال يتم بواسطة عقاقير طبية فقط أو خلطات عشبية، ولكن هذا النبات ليس من النباتات المأكولة، ويوجد على حواف أوراقه تسنينات تنتهي برؤوس مدببة، ويحذر المتخصصون في علم العقاقير من تناول الخلطات العشبية إلا إذا أوصى بها طبيب متخصص أو أشرف على إعدادها متخصص لديه إلمام بتأثير العناصر التي تحتويها النباتات، وقد تؤدي الخلطات العشبية غير المقننة طبياً إلى تكون عناصر جديدة ضارة غير موجودة أصلاً في تكوين النباتات قبل خلطها.